# ليو حنين
كان آري ليو حنين (20 نوفمبر 1913 - 21 سبتمبر 2008) ناشطًا صهيونيًا أمريكي وليتواني.
ولد في عائلة يهودية في نوفمبر 1913 في فيلنيوس (ويلنو بفيلنيوس)، التي كانت حينها جزءً من الإمبراطورية الروسية، ثم غادر هو وعائلته إلى هاربن بمنشوريا (شمال الصين)، في عام 1916. لقد التحق ليو هناك بمجموعة صهيونية ودرس التاريخ اليهودي في مدرسة يهودية ابتدائية، ثم درس في مدرسة ثانوية روسية. عندما احتلت اليابان منشوريا في عام 1931، ذهب إلى شانغهاي حيث التحق بمدرسة بريطانية، كما خدم أيضًا في فيلق المتطوعين اليهود في شنغهاي. كان قائدًا لشنغهاي بيتار، وهي منظمة شبابية صهيونية تصحيحية.
في عام 1937، انتقل إلى كوبه في اليابان، للعمل في شركة الغزل والنسيج كما انتخبته الجالية اليهودية الصغيرة هناك سكرتيرها الفخري. من أغسطس 1940 إلى نوفمبر 1941 وصل ألفان من اللاجئين اليهود البولنديين الليتوانيين، الذين تم إنقاذهم من الهولوكوست من قبل نائب القنصل الياباني في كاوناس في ليتوانيا، تشيونه سوغيهارا، إلى كوبه حيث ساعدتهم الجالية اليهودية من خلال إيجاد منازل، والتبرع بالإمدادات الطبية والملابس، وترتيب تأشيراتهم من قبل السفير البولندي لدى اليابان تاديوز رومر، حتى يتمكنوا من البقاء في اليابان.
في عام 1942 عاد إلى شنغهاي وقضى بقية الحرب في العمل هناك. هاجر ليو إلى إسرائيل في عام 1948 وانتقل بعد ذلك إلى الولايات المتحدة حيث أصبح مواطنًا متجنسًا في 9 مارس 1962.
وصف ليو الجالية اليهودية في كوبه وأنشطتها في مقابلة خاصة في عام 1999. توفي في سبتمبر 2008 في لوس أنجلوس بكاليفورنيا عن عمر يناهز 94 عامًا.